# 1996년 하계 올림픽 아르메니아 선수단
1996년 하계 올림픽 아르메니아 선수단은 미국 애틀랜타에서 개최된 1996년 하계 올림픽에 참가한 올림픽 아르메니아 선수단이다.

## 메달리스트
| 메달   | 선수                | 종목   | 세부종목                   | 날짜     |
| ------ | ------------------- | ------ | -------------------------- | -------- |
| 금메달 | 아르멘 나자랸       | 레슬링 | 남자 그레코로만형 플라이급 | 7월 20일 |
| 은메달 | 아르멘 음크르트치얀 | 레슬링 | 남자 자유형 라이트플라이급 | 7월 30일 |

## 복싱
| 선수                | 세부 종목      | 32강                             | 16강                             | 8강            | 준결승         | 결승           | 결승      |
| 선수                | 세부 종목      | 상대 선수 결과                   | 상대 선수 결과                   | 상대 선수 결과 | 상대 선수 결과 | 상대 선수 결과 | 순위      |
| 은샨 문치얀         | 라이트플라이급 | Bye                              | 다니엘 페트로프 (BUL) · L 5–11   | 진출 실패      | 진출 실패      | 진출 실패      | 진출 실패 |
| 레르니크 파피얀     | 플라이급       | 츠지모토 카즈마사 (JPN) · W 10–5 | 마이크로 로메로 (CUB) · L 6–22   | 진출 실패      | 진출 실패      | 진출 실패      | 진출 실패 |
| 아르투르 게보르기얀 | 페더급         | 엘비스 코나메구이 (CMR) · W 10–3 | 플로이드 메이웨더 (USA) · L 3–16 | 진출 실패      | 진출 실패      | 진출 실패      | 진출 실패 |
| 메하크 가자리얀     | 라이트급       | Bye                              | 마이클 스트란게 (CAN) · L 7–16   | 진출 실패      | 진출 실패      | 진출 실패      | 진출 실패 |

## 육상

### 남자
트랙 / 도로 경기
| 선수 | 세부 종목 | 1차 예선 | 1차 예선 | 2차 예선 | 2차 예선 | 준결선 | 준결선 | 결선 | 결선      |
| 선수 | 세부 종목 | 기록     | 순위     | 기록     | 순위     | 기록   | 순위   | 기록 | 최종 순위 |

필드 경기
| 선수                | 세부 종목 | 예선  | 예선 | 결선      | 결선      |
| 선수                | 세부 종목 | 기록  | 순위 | 기록      | 최종 순위 |
| 로베르트 에미얀     | 멀리뛰기  | 7.76  | 28   | 진출 실패 | 진출 실패 |
| 아르멘 마르티로시얀 | 세단뛰기  | 16.74 | 5 Q  | 16.97     | 5         |

### 여자
트랙 / 도로 경기
| 선수 | 세부 종목 | 1차 예선 | 1차 예선 | 2차 예선 | 2차 예선 | 준결선 | 준결선 | 결선 | 결선      |
| 선수 | 세부 종목 | 기록     | 순위     | 기록     | 순위     | 기록   | 순위   | 기록 | 최종 순위 |

필드 경기
| 선수 | 세부 종목 | 예선 | 예선 | 결선 | 결선      |
| 선수 | 세부 종목 | 기록 | 순위 | 기록 | 최종 순위 |

## 참고 자료
- (영어) “Armenia at the 1996 Atlanta Summer Games”. SR/Olympic Sports. 2013년 2월 2일에 원본 문서에서 보존된 문서. 2011년 10월 9일에 확인함.